# Yehia Emam
Yehia Emam   (1919 - 1997) fou un futbolista egipci de la dècada de 1940.
Fou internacional amb la selecció d'Egipte amb la qual participà en els Jocs Olímpics de 1948.
Pel que fa a clubs, destacà a Zamalek SC.
És pare de Hamada Emam i avi de Hazem Emam, ambdós també futbolistes.

## Palmarès
Zamalek SC
- Copa egípcia de futbol: (5)
1937–38, 1940–41, 1942–43, 1943–44, 1951–52
- Lliga del Caire de futbol: (10)
1939–40, 1940–41, 1943–44, 1944–45, 1945–46, 1946–47, 1948–49, 1950–51, 1951–52, 1952–53